# Einfarb-Hakenschnabel
Der Einfarb-Hakenschnabel (Diglossa plumbea) ist eine Vogelart aus der Familie der Tangaren (Thraupidae). Das Verbreitungsgebiet umfasst die mittelamerikanischen Länder Costa Rica und Panama. Der Bestand wird von der IUCN als „nicht gefährdet“ (least concern) eingeschätzt.

## Merkmale

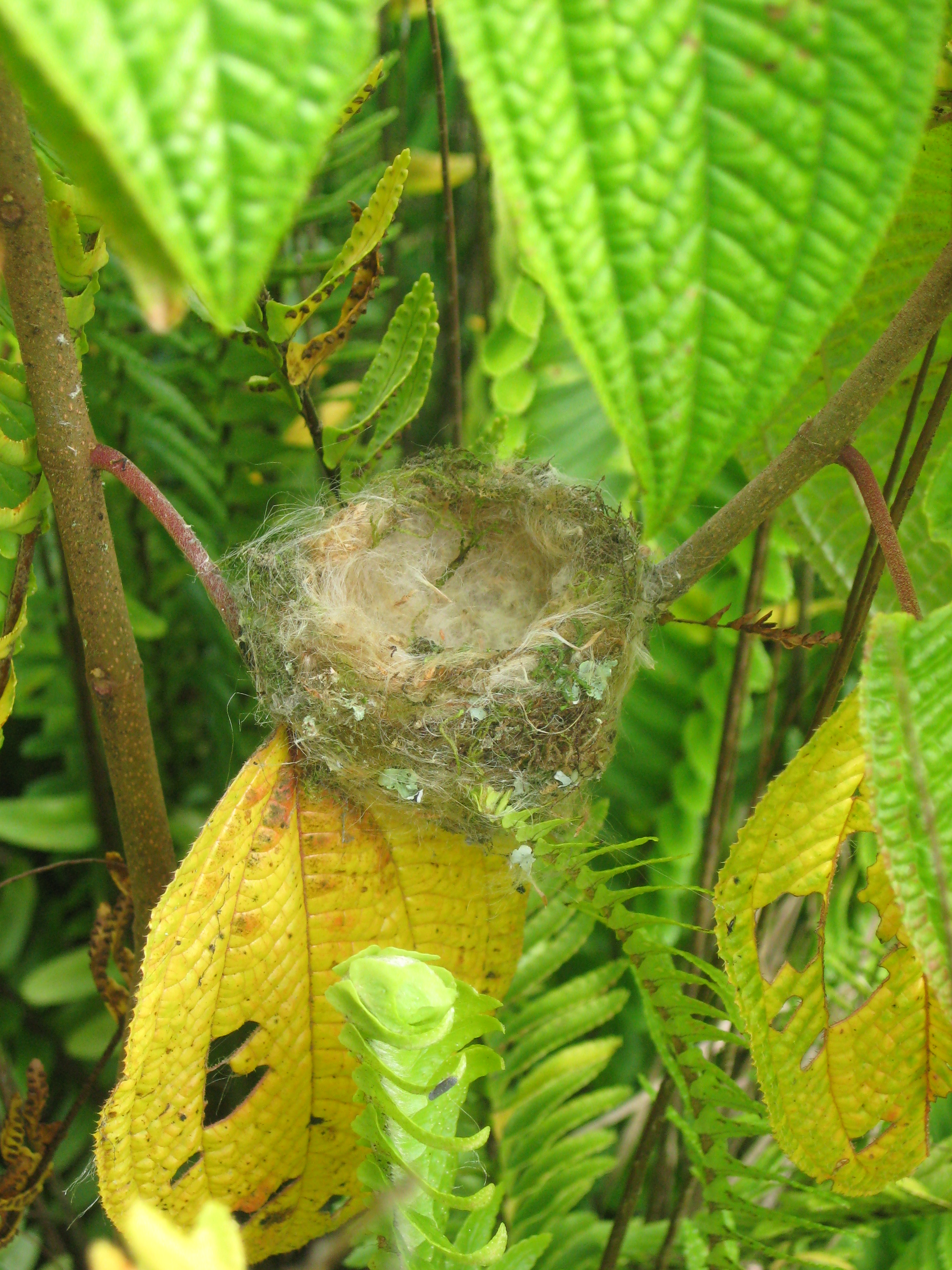
Nest in den Bergen von Chiriqui, Panama

Der Einfarb-Hakenschnabel erreicht eine Körperlänge von etwa 10 Zentimetern bei einem Gewicht von etwa 9 Gramm. Der Oberschnabel hat eine hakenförmig nach unten gebogene Spitze. Die Oberseite des Männchens ist dunkelgrau bis blaugrau, wobei der schwärzlichen Schwanz und die Flügel dunkelgraue Ränder aufweisen. Die Kehle ist bleigrau, die Brust wird im hinteren Teil schiefergrau. Das Weibchen ist im Gegensatz zum Männchen auf der Oberseite braun-oliv. Die großen Armdecken und die Schirmfedern sind von einem dumpfen Oliv-Braungelb umrahmt. Die Rumpffärbung geht am Bauch ebenfalls in ein dumpfes Oliv-Braungelb über. Die Federn um die Kloake haben einen zimtfarben Farbstich.

## Verhalten
Normalerweise sieht man Einfarb-Hakenschnäbel allein oder in Paaren, wobei sie die Blüten von  Epiphyten und Gebüsch aufsuchen. Der obere Teil des Schnabels hakt bei der schlauchförmigen Blumenkrone ein, der untere Teil durchbohrt sie schließlich. Mit ihrer Zunge saugen sie dann durch das entstandene Loch geschickt den Nektar. Außerdem sammeln sie aus dem Laub Insekten oder jagen diese im Flug. Bei Angriffen von Kolibris weichen sie ins Dickicht zurück.
Das Nest ist ein massiver, stabiler Napf aus Moos, Blattstückchen sowie groben und feineren Fasern. In dieses legen sie 2 hellblaue Eier, welche leicht braun gesprenkelt sind. Normalerweise brüten sie von August bis Dezember, in seltenen Fällen auch im März.

## Verbreitung und Lebensraum

Verbreitungskarte des Einfarb-Hakenschnabels (grün)

Die Vögel kommen in den Baumkronen und an Rändern von Bergwäldern vor, wobei sie sonnige offene Lichtungen ohne Bäume, aber mit dicht bewachsenem Gestrüpp bevorzugen. Man findet sie in Höhen zwischen 1200 und 1900 Meter.

## Unterarten

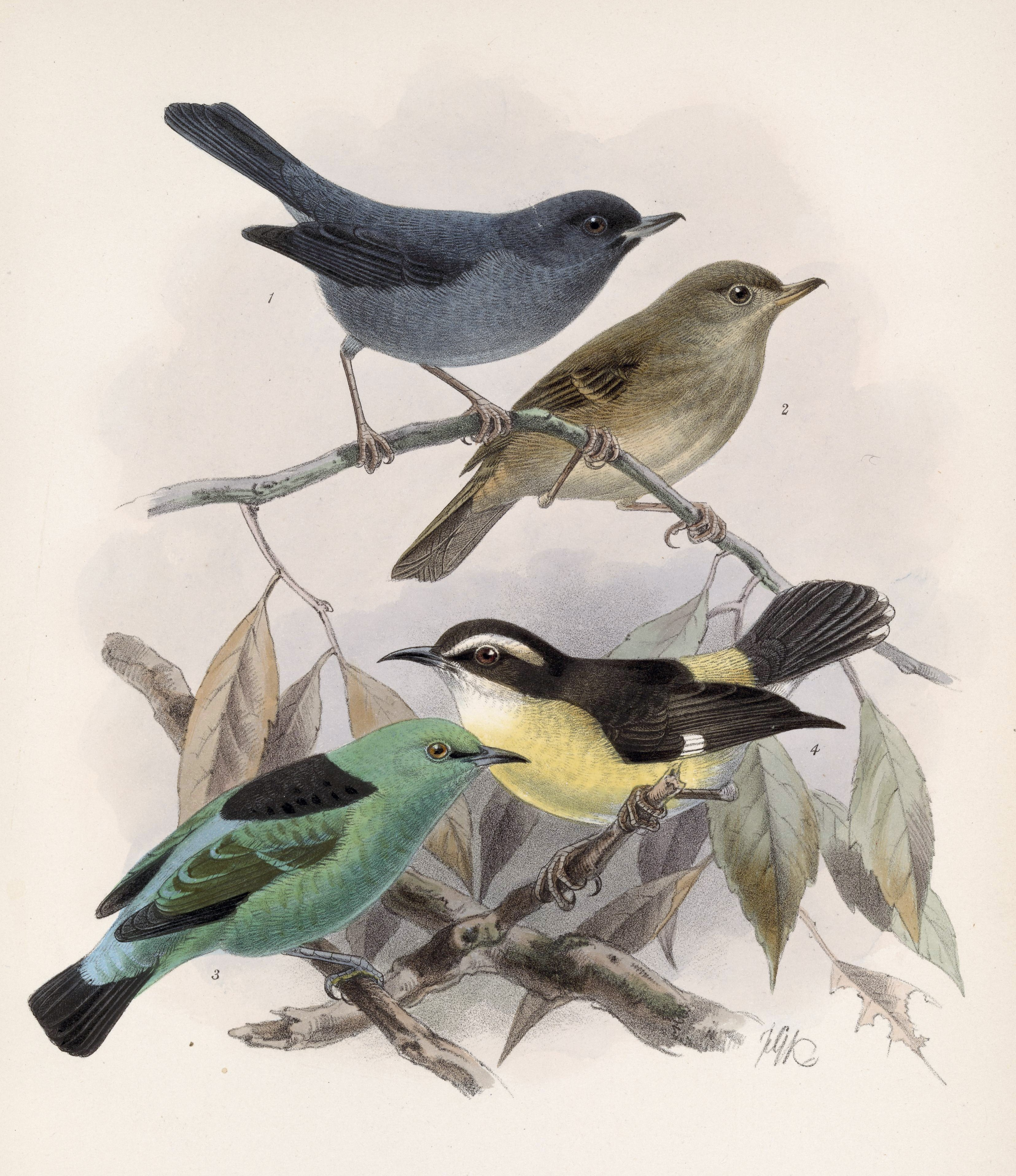
Einfarb-Hakenschnabel, Panamapitpit & Zuckervogel gemalt von John Gerrard Keulemans

Es sind zwei Unterarten beschrieben, die sich in ihrer Färbung und ihrem Verbreitungsgebiet unterscheiden:
- Diglossa plumbea plumbea Cabanis, 1861[2] - Die Nominatform ist in den Cordillera de Guanacaste, Cordillera de Tilaran und im zentralen Teil der Cordillera de Talamanca präsent.
- Diglossa plumbea veraguensis Griscom, 1927[3] Das Männchen dieser Subspezies unterscheidet sich durch den schiefergrauen Bereich zwischen Kopf und Nacken, welcher sich dunkelgrau bis blaugrau vom übrigen Körper abhebt. Die Unterschiede beim Weibchen sind deutlicher, da sowohl Ober- als auch Unterseite eher grau-oliv wirken, wobei die Oberseite einen leichten Blaustich aufweist. Man findet diese Unterart an den Hängen des Pazifiks im Westen von Panama.[3]

## Etymologie und Forschungsgeschichte
Die Erstbeschreibung des Einfarb-Hakenschnabels erfolgte 1861 durch John Gould unter dem wissenschaftlichen Namen Diglossa plumbea. Die Typusexemplare stammte aus Costa Rica und wurde von Alexander von Frantzius gesammelt. Bereits 1832 führte Johann Georg Wagler die Gattung Diglossa  für den Zimtbauch-Hakenschnabel (Diglossa baritula Wagler, 1832) ein. Dieser Name setzt sich aus »di-, dis, duo δι-, δις, δυο« für »doppelt, zweifach, zwei« und »glōssa γλωσσα« für »Zunge« Der Artname »plumbea« leitet sich vom lateinischen »plumbeus, plumbum« für »bleifarben, Blei« ab. »Veraguensis« bezieht sich auf die panamaische Provinz Veraguas, in der diese Unterart beheimatet ist.